# Sectio canonis
Sectio canonis (lateinisch; im Original altgriechisch Κατατομή κανόνος ‚Die Teilung des Kanons‘) ist ein Werk der Musiktheorie im antiken Griechenland, das der Mathematiker Euklid von Alexandria um 300 v. Chr. verfasst hat.

## Einordnung und Abgrenzung innerhalb der griechischen Musiktheorie
Der in der Harmonielehre so wichtige Begriff der Konsonanzen (altgriechisch σύμφωνος sýmphōnos, deutsch ‚zusammenklingend‘) wurde bereits in der langen Geschichte der Musik der griechischen Antike entwickelt. Die Konsonanzen sind besondere Intervalle, die sich dadurch auszeichnen, dass die Schwingungszahl der Primärtöne in einfachen Zahlenverhältnissen stehen (Oktave 1:2, Quinte 2:3, Quarte 3:4 …) und dass sie dem menschlichen Ohr besonders angenehm klingen. Zwar konnte die Schwingungszahl von einem antiken Musiker nicht gemessen werden, aber bei der Realisierung der konsonanten Intervalle auf dem Monochord (auch als Kanon bezeichnet) waren die Saitenlängen den Tonhöhen (umgekehrt) proportional und standen damit in denselben einfachen Zahlenverhältnissen. Das hat schon im 6. Jahrhundert v. Chr. die Pythagoreer dazu angeregt, eine mathematisch fundierte Harmonielehre zu entwickeln. Allerdings kamen sie damit in Widerspruch zu Musiktheoretikern, die einem hörpsychologischen Ansatz folgten und das akustische/mathematische Denken als disziplinfremd und spekulativ ablehnten. Aristoxenos stellt diese Grundhaltung in seinen Elementa harmonica dar, die er Ende des 4. Jahrhunderts v. Chr. verfasste. Etwa eine Generation später schuf Euklid – wohl im Widerspruch zu Aristoxenos – mit der Sectio Canonis eine knappe, exakt formulierte und mit mathematischen Beweisen gestützte Darstellung der wichtigsten Thesen der Pythagoreer.

## Gliederung und Inhalt
Im Folgenden werden die Textstellen nach der Edition von Heinrich Menge lokalisiert. Die Übersetzung in die deutsche Sprache folgt weitgehend Wilfried Neumaier (Was ist ein Tonsystem). In einigen Fällen wird die Übersetzung in die englische Sprache von André Barbera herangezogen.
Der Text gliedert sich in vier Teile:
- Kurze Einführung in die allgemeine und die pythagoreische Musiktheorie
- 9 mathematische Hilfssätze
- 9 musiktheoretische Sätze
- 2 Kapitel mit der Tonsystemdarstellung

### Kurze Einführung in die allgemeine und die pythagoräische Musiktheorie
Euklid führt Klänge auf die Bewegung zurück, hohe Klänge auf schnelle, tiefe Klänge auf langsame. Durch Erhöhung bzw. Erniedrigung gehen die Klänge ineinander über, sie sind also aus Teilen zusammengesetzt. Was aber aus Teilen zusammengesetzt ist, kann nach Art der Zahlen beschrieben werden. Also werden Klänge durch Zahlen oder Zahlenverhältnisse beschrieben. Die Zahlenverhältnisse sind aber das Vielfache, das Überteilige (lat. superparticularis), das Mehrfachteilige (lat. superpartiens). Konsonanten werden dadurch spezifiziert, dass sie eine angenehm klingende Vermischung aus zwei Klängen sind und ihre Zahlen ein Vielfaches oder Überteiliges.

### Neun mathematische Hilfssätze
In den folgenden neun Kapiteln werden Sätze über Intervalle (altgriechisch διάστημα diastema, deutsch ‚Zwischenraum, Abstand‘) aufgestellt und bewiesen. Aber wenn auch jedes Kapitel mit diesem Begriff beginnt („Wenn ein vielfaches Intervall …“, „Überteilige Intervalle haben …“), so wird er doch nicht definiert und ist auch in der Einleitung nicht erwähnt worden. Es ist ein undefinierter Begriff, dessen Bedeutung aus dem Kontext ermittelt werden muss. Danach kann je zwei Tönen (A, B), die durch natürliche Zahlen bestimmt sind, ein Intervall zugeordnet werden und dieses ist durch das Verhältnis vom höheren zum tieferen Ton charakterisiert (AB). Hinter dieser Quantifizierung der Töne steht die Vorstellung von den Saitenlängen, die sich bei ihrer Realisierung auf dem Monochord ergeben. Dies wird aber an keiner Stelle angesprochen. Die Intervalle können in Bezug gesetzt werden zu Euklids Elementen (Buch V, Definitionen). Während dort allgemein Größen und das Verhältnis von Größen behandelt werden, beschränkt sich die Sectio canonis auf Vielfache (Verhältnis n:1) und Überteilige (Verhältnis (n + 1):n). In den Elementen (Buch V, Def. 6) wird auch die Proportion definiert, die in der sectio canonis eine wichtige Rolle spielt, ohne definiert zu sein: In Proportion stehen Größen, die dasselbe Verhältnis haben. Zwei Intervalle mit gemeinsamem Mittelton werden durch Multiplikation ihrer Verhältnisse addiert (z. B. Quarte 4:3 + Quinte 3:2 ergibt 4/3 * 3/2 = 2:1 Oktave).
Besonders wichtig sind die Kapitel III und IX. Diese übernahm Anicius Manlius Severinus Boethius in sein Werk De institutione musica – Kapitel III:

„Bei einem übertheiligen Intervall wird weder eine, noch werden mehrere mittlere Zahlen proportionaliter dazwischen gesetzt werden können.“

Zur Erläuterung: Für die jeweils kleinsten natürlichen Zahlen (A, B) in einem überteiligen Verhältnis (n + 1):n (wie 3:2, 4:3:, …) gibt es keine natürliche Zahl C, die zwischen A und B gesetzt werden könnte. A:C = C:B = (n + 1):n ist also nicht möglich. Für ein größeres Intervall im selben Verhältnis (wie 6:4, 12:8, …) gibt es zwar natürliche Zahlen D zwischen A und B, diese sind aber nicht proportional – es gilt also nicht A:D = D:B –, weil auch das kleinere Intervall keine solche proportionale Zahl hat. Dieser Beweis wird allerdings den Elementen (VIII,8) überlassen. Da aber die Gleichung A:D = D:B leicht umgeformt werden kann in {\displaystyle D={\sqrt {AB}}}, bzw. {\displaystyle C={\sqrt {n(n+1)}}}, ist zu sehen, dass es durchaus solche Zahlen gibt, sie gehören aber nicht zu den natürlichen Zahlen. Schon Boethius schreibt diese Vorstellungen, die aus dem Raum der natürlichen Zahlen herausführen zu den irrationalen Zahlen, dem Musiktheoretiker Archytas von Tarent zu. Die Verbindung zwischen seinen erhaltenen Schriften und diesem Werk ist aber umstritten.
Kapitel IX wird von Boethius wie folgt wiedergegeben:

„Sechs Sesquioctav-Proportionen sind größer als ein doppeltes Intervall.“

Erläuterung: Sechs Intervalle (AB, BC, CD, DE, EF, FG), die jeweils im überteiligen Verhältnis 9:8 stehen, sind größer als das vielfache Intervall AF' (F' zwischen F und G) im Verhältnis 2:1, denn die Gesamtgröße der Intervalle berechnet sich durch Multiplikation zu {\displaystyle 9^{6}/8^{6}}, und das ist größer als 2. Euklid rechnet das Schritt für Schritt, ausgehend von A=262.144 ({\displaystyle =8^{6}}) und B = 294.912 (= A * 9/8) durch.

### Neun musiktheoretische Sätze
Darauf folgen neun Sätze mit konkreten musikalischen Aussagen. Es werden die Tonnamen verwendet (mése, néte, proslambanomenos, …), ebenso die musikalischen Intervallnamen (Diapason (Oktave), Diapente (Quinte), Diatessaron (Quarte), …). Bei den Beweisen wird auf die vorangegangenen Hilfssätze verwiesen.
Im Kapitel XIII taucht zum ersten Mal in der Schrift das Intervall τόνος ‚Ton‘, ‚Ganzton‘ auf, während vorher nur Klang und Intervall verwendet wurden. Im Kapitel VIII war das sesquioctav (9:8) als Differenz der Intervalle Quinte (3:2) und Quarte (4:3) eingeführt worden. Dies wird jetzt im Kapitel XIII auf Musikintervalle übertragen und der Ton als Differenz von Diapente und Diatessaron definiert. In Kapitel XVI wird ausgeführt, dass gemäß Kapitel III dem Ton mit seinem überteiligen Verhältnis (9:8) keine mittlere Zahl proportionaliter dazwischen gesetzt werden kann, der Ton also nicht in zwei gleiche Teile geteilt werden kann. Hiermit wird die pythagoreische Aussage klar wiedergegeben: Eine musikalische Darstellung ist nicht möglich, wenn sie mit den verfügbaren mathematischen Definitionen nicht zu fassen ist. So steht Euklid im Widerspruch zum agierenden Musiker, der auf seinem Monochord beliebige Töne erzeugt und mit seinem geschulten Gehör beurteilt, und insbesondere zur Musiktheorie des Aristoxenos, die den Ton halbiert, drittelt usw. Mit der gleichen Argumentation wird in Kapitel XVIII die Aufteilung des pyknon, wie sie von Aristoxenos vorgenommen wird, verworfen.
In Kapitel XIV wird der Hilfssatz IX auf Musikintervalle übertragen und postuliert, dass die Oktave kleiner ist als sechs Töne (im Verhältnis 9:8). Darauf und auf die vorangehenden Sätze über Quarten und Quinten aufbauend, wird in Kapitel XV bewiesen, dass die Quarte weniger als 2½ und die Quinte weniger als 3½ Töne groß ist; auch das im Gegensatz zu Aristoxenos. Euklids Aussage ist vom Standpunkt einer natürlichen, auf der Akustik basierten Stimmung der Klänge vollständig richtig, während Aristoxenos eine gleichschwebende temperierte Stimmung zu Grunde legt.

### Tonsystemdarstellung
Kapitel XIX und XX enthalten die Darstellung eines Tonsystems, einer Teilung des Kanons. In knappen Worten wird die Saite des Kanons halbiert, drei- oder vierfach unterteilt und so der konsonante Klang der Oktave, Quinte oder Quarte erzeugt. Über die zugrunde liegende Struktur, Tetrachorde, Tongeschlechter erfahren wir nichts, sie werden als bekannt vorausgesetzt. Folgt man den etwas schwerfälligen Ausführungen (Kapitel XIX: „[…] teilt man CB im Punkt Z in zwei gleiche Teile, dann ist CB doppelt so groß wie ZB, und CB und ZB stehen im Verhältnis der Oktave […]“) und ordnet die erwähnten Töne und Intervalle nach Größe, so ergibt dies ein Tonsystem mit dem Aufbau: Quarte, Quarte, Diazeuxis (trennender Zwischenton), Quarte, Quarte, Bombyx (tiefster Ton). Die Quarte hat dabei die Struktur: Ton, Ton, Restintervall (Limma). In Kapitel XV ist gezeigt worden, dass das Restintervall kleiner als ein Halbton ist, auf seine Berechnung geht Euklid aber nicht ein.

## Überlieferung und Weiterleben
Im Kommentar des Porphyrios zur Harmonielehre des Ptolemäus finden sich zahlreiche Parallelen zum Werk des Euklid. Anicius Manlius Severinus Boethius nahm in sein Werk De institutione musica (Buch IV, 1–2) eine Übersetzung des Einführungstextes und der ersten IX Kapitel in die lateinische Sprache auf. Allerdings nennt er seine Quelle nicht.
1895 editierte Carl von Jan den Text. Er zog dazu mehrere Handschriften, aber auch den Kommentar des Porphyrios heran. Unter Zugrundelegung dieser Edition erstellte Heinrich Menge 1916 eine Übersetzung in die lateinische Sprache und Andrew Barker 1989 eine Übersetzung ins Englische.

## Textausgaben und Übersetzungen
- Andrew Barker: The Euclidean Sectio Canonis. In: Greek Musical Writings. Volume II, Cambridge 1989.
- Carl von Jan: Musici scriptores graeci. Leipzig 1895.
- Heinrich Menge: Sectio canonis. In: EUCLIDIS Phaenomena et Scripta Musica. Leipzig 1916.